# 小川史記
小川 史記（おがわ ふみのり、1994年11月21日 - ）は、日本のアーティスト・タレント・俳優。
ダンス&ボーカルユニットPRIZMAXの元メンバー、ダンス&ボーカルグループBUDDiiSのメンバーであり、リーダーを務めている。

## 概要
スターダストプロモーション制作1部所属。
2019年に新メンバーオーディションを経て、PRIZMAXに加入し、パフォーマーとして活動。2020年3月27日に解散。
2020年9月16日よりBUDDiiSでダンサー・ラッパー・リーダーとして活動している。

## 人物
EXILE兼FANTASTICSの佐藤大樹は幼馴染である。同じマンションに住み、同じ小中学校、EXPGに通っていた。

## 出演

### テレビ
- 戦国炒飯TV(2020年8月～12月、TOKYO MX)  - 陶晴賢 役（第4話　戦フリースタイル第2回）、霧隠才蔵 役（第22話〜26話　ミュージックトゥナイト 真田パンプキン）
- よるのブランチ（2023年4月5日 - 、TBS） - レギュラー

### 映画
- バトルキング!! -We'll rise again-（2023年3月10日公開、S・D・P） - 南部美人 役[3]
  - BATTLE KING!! Map of The Mind -序奏・終奏-（2025年2月14日・3月14日公開、S・D・P）[4][5]

### 配信番組
- 戦国炒飯TV Youtubeチャンネル（シーズン2） - 前原一誠（ChoshU） 役

### ラジオ
- N-FIELD (NACK5、2021年04月03日(土) - 週替わりパーソナリティーレギュラー 毎週土曜配信)

### 舞台
主演舞台は太字表記。
- 5分後を変えろ!!〜砂時計がもたらす奇跡〜（2019年10月2日 - 6日、アトリエファンファーレ東新宿） - 椿裕太 役[6]
- UZR短編作品集『GIFT』（2019年11月22日、高田馬場ラビネスト） - デイリーゲスト
- LIFE RESET?（2020年1月3日 - 7日、赤坂RED/THEATER）[7]
- スマホ連動ヒロイン体験朗読劇「特別捜査密着24時 from 100シーンの恋＋」（2020年7月3.4日、R'sアートコート） - 八千草瑛希 役
- 『夏の終わりのリーディング文学』～江戸川乱歩編～（2020年9月3日 - 7日、R'sアートコート）
- 舞台「グッバイ・チャーリー」（2020年10月24.25日、ABCホール・11月4日 - 8日、六行会ホール） - サルツマン 役
- 朗読劇「星の王子さま[8]」（2021/11/06(土)〜11/08(月) 3公演、浅草花劇場） - 僕 役
- 浪漫舞台「走れメロス[9]」(2022年3月5.6日、大阪 森ノ宮ピロティーホール/2022年3月12〜21日 東京自由劇場)-柿野要一郎 役

### モデル
- 「My Sugar Babe」 モデル （2022年7月15日～）

### 広告
- 「afecta」ブランドモデル（2019年）

### その他
- 恋愛限定チャット小説アプリ「KISSMILLe」『君としたい、 キスがある～kiss2:透真～』（2020年）
- 「Cafe LINK 〜What can we do for SDGs?〜」 クイーンズスクエア横浜クイーンズサークル （2021年2月1日）
- 第一生命webドラマ 『アイの先にあるもの[10]』（2022年）

## 書籍

### 写真集
- 小川史記 1st写真集『キセキ』（2024年11月21日、SDP）[11]ISBN 978-4-9105-2852-6

### フォトブック
- 小川史記×恋愛写真 PHOTO BOOK（2025年6月20日発売予定、主婦と生活社）[12]

### 雑誌
- ロックスエンタテインメント 「BOYS FILE Vol.06 Sexy」 （2021年5月28日）